# Extrakorporale Stoßwellentherapie

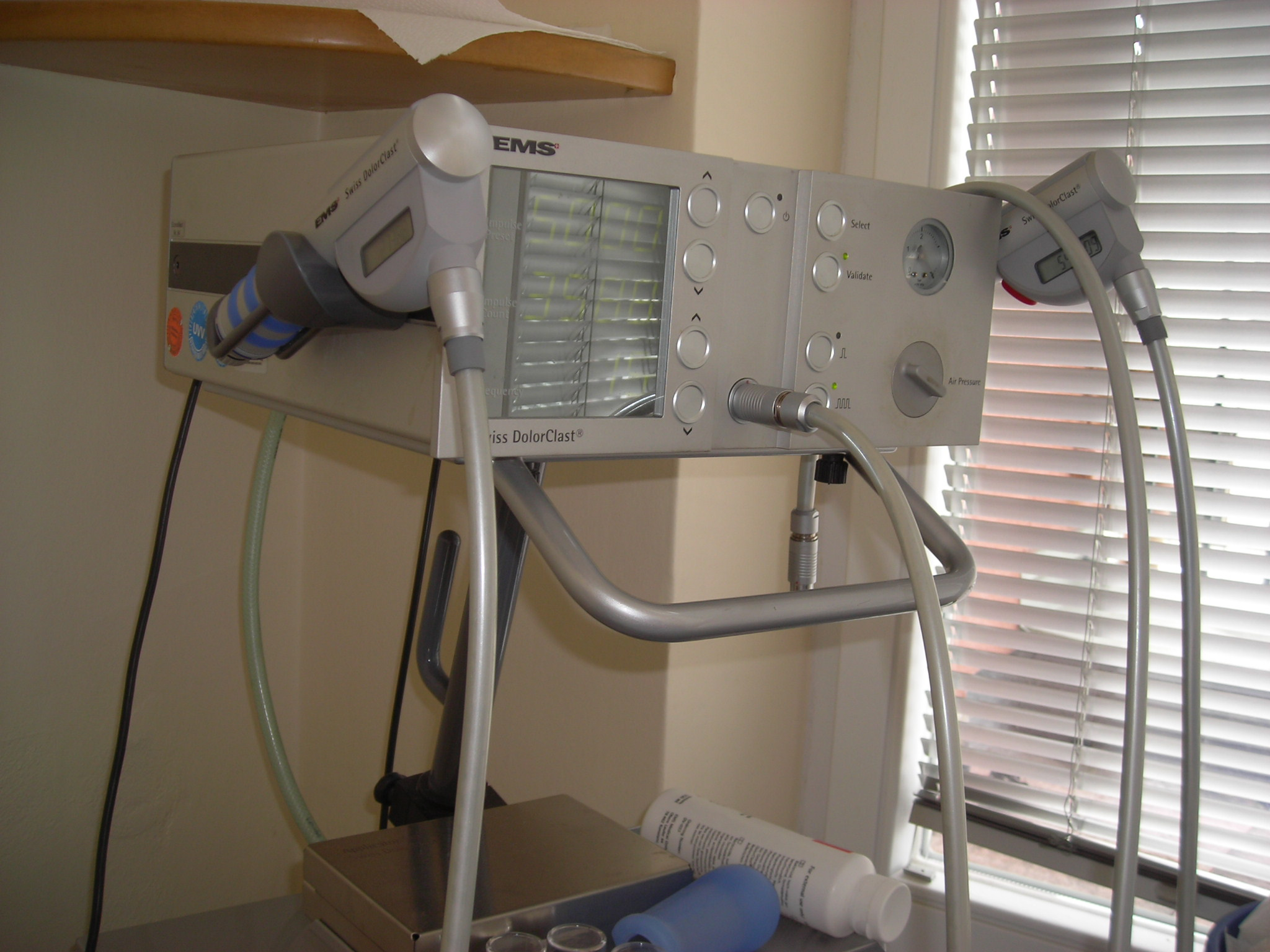
Gerät zur radialen extrakorporalen Stoßwellentherapie für die Orthopädie (Beispiel)

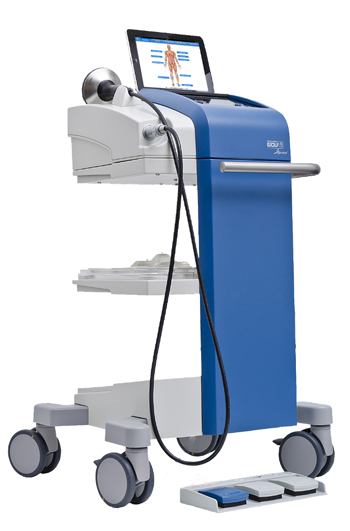
Gerät zur fokussierten extrakorporalen Stoßwellentherapie (Beispiel)

Extrakorporale Stoßwellentherapie bezeichnet eine Therapieform in der Orthopädie.
Stoßwellen sind hochenergetische Druckwellen, die Schallwellen ähnlich sind, sich aber in Energie, Anstiegs- und Ausbreitungsgeschwindigkeit sowie der Art der Ausbreitung deutlich unterscheiden.

## Anwendungsgebiete (Überblick)
Seit 1980 werden Nierensteine mittels der Extrakorporalen Stoßwellenlithotripsie (ESWL) erfolgreich behandelt (zertrümmert).
Seit 1989 werden Stoßwellen auch zur Behandlung von verzögert heilenden Knochenbrüchen (Pseudarthrosen) und mit geringerer Energie bei Sehnenansatzbeschwerden wie Epicondylitis, Fersensporn oder Kalkschulter und etlichen anderen Indikationen angewendet.
Seit 2000 wird die Stoßwelle in der Kardiologie verwendet zur Behandlung von Angina Pectoris.
Seit etwa 2010 wird die extrakorporale Stoßwellentherapie auch in der Urologie eingesetzt, um Erektile Dysfunktion zu behandeln: Durch die Applikation von Stoßwellen wird die Neo-Angiogenese, also die Neubildung von Blutgefäßen stimuliert, was zu einer besseren Durchblutung des Penis und damit zu einer höheren Erektionsqualität führen soll.

## Methode

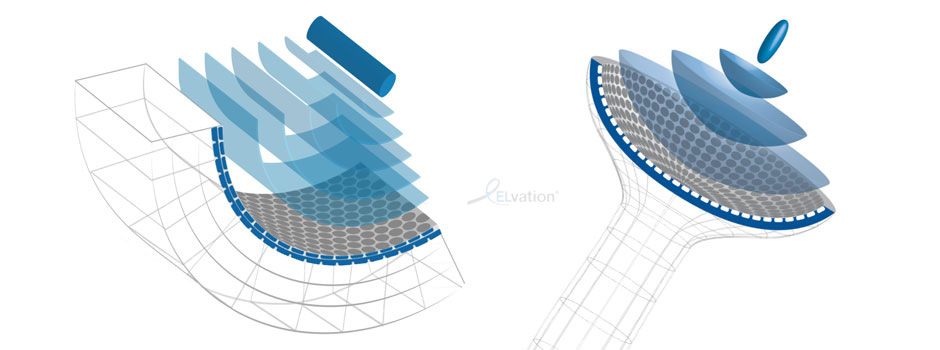
Punktförmig fokussierende und linear fokussierende Stoßwelle

Ebenso wie bei der ESWL erzeugt ein Generator Körperschallwellen, die erst in der Tiefe des Körpers gebündelt (fokussiert) werden. Diese Verdichtung der Stoßwellen kann insbesondere bei einer Pulsfolge zur Zerrüttung eines Festkörpers, beispielsweise einer Verkalkung führen. Die Kalkablagerung wird durch die Stoßwellenbehandlung zu feinsten Partikeln zerrieben, dann vom Körper aufgenommen und auf dem Blutweg abtransportiert und ausgeschieden.
Ursprünglich wurden Stoßwellen durch eine elektrische Funkenentladung unter Wasser (siehe auch Hydroelektrische Umformung) erzeugt und mittels eines Halbellipsoiden in das Therapiegebiet fokussiert. Diese Methode der Stoßwellenerzeugung (elektrohydraulische Stoßwelle) geht zurück in die 1970er Jahre und wurde eingeführt, um Nieren- und Gallensteine ohne Operation zu entfernen. Im 21. Jahrhundert ist sie neben der elektromagnetischen und piezoelektrischen Stoßwellenerzeugung als ein Standard etabliert.
Bei der piezoelektrischen Stoßwellenerzeugung wird der inverse Piezoeffekt genutzt: Auf einem konkav gewölbten Träger angeordnete Piezokeramik-Elemente werden durch einen Hochspannungsimpuls kurzzeitig zeitgleich im Mikrometerbereich ausgedehnt und erzeugen einen Druckimpuls. Die Piezoelemente sind exakt zum Therapiefokus ausgerichtet. Durch präzise Fokussierung und nichtlineare Ausbreitung des Impulses kommt es durch Aufsteilung im Behandlungsfokus zur Stoßwellenformierung. Es ist eine direkte Fokussierung und kommt ohne zusätzlichen Reflektor aus. Eine weitere Methode ist, die Piezoelemente flach anzuordnen und mit zeitversetzten Impulsen derart anzuregen, dass sich die Schallwellen in einem Ort treffen. Dieses Verfahren nach dem Prinzip der phased-Array-Antenne wird auch in der Sonografie verwendet, um den Strahl zu fokussieren und zu schwenken. Diese Technologie ermöglicht eine flache Bauform der Pulsquelle sowie eine präzise, gut formbare Fokuszone. Konnten bis dato lediglich auf einen Punkt gerichtete oder defokussierte Pulsformen generiert werden, kann dieses Erzeugungsprinzip die Form des Schallfeldes/des Fokus auch linienförmig ausprägen.
Die elektromagnetische Stoßwellenerzeugung beruht auf dem physikalischen Prinzip der elektromagnetischen Induktion, vergleichbar mit der Tonerzeugung bei einem Lautsprecher. Spule und Membran sind dabei so optimiert, dass besonders kräftige, kurze akustische Impulse entstehen. Beim Stromdurchfluss bilden sich magnetische Felder um die Windungen der Spule, welche durch die Isolationsschicht hindurch in die Membran wirken. Der schnelle Stromanstieg hat zur Folge, dass in der Membran Wirbelströme induziert werden, welche dem ursprünglich vorhandenen Magnetfeld entgegengerichtet sind. Die daraus resultierenden abstoßenden Kräfte drücken die Membran von der Spule nach außen weg. Die entstehende Pulswelle kann sich anschließend in einem Übertragungsmedium (z. B. Wasser) ausbreiten.

## Wirkungsweise
Da die Methode ursprünglich zur Behandlung und Zertrümmerung von Nierensteinen entwickelt wurde und nur zufällig Effekte auf den Stütz- und Bewegungsapparat entdeckt wurden, ist die Wirkungsweise bei der Behandlung von anderen Indikationen nicht bis ins Detail erforscht. Normalerweise werden Medizinprodukte und Medikamente in Kenntnis eines zugrundeliegenden (patho-)physiologischen Mechanismus entwickelt und deren Effektivität dann in klinischen Studien überprüft – bei der Stoßwellentherapie hingegen zeigten sich klinische Effekte, ohne dass gleichermaßen die dafür ursächlichen Mechanismen bekannt waren. Die Suche nach den zugrundeliegenden biophysikalischen Ursachen für die Wirkung ist folglich kleinschrittig und mühevoll, da von den bekannten klinischen Effekten mögliche (patho-)physiologische Mechanismen identifiziert werden müssen und anschließend in Grundlagenstudien überprüft werden müssen. Eine 2022 erschienene Analyse aller bislang zu diesem Thema publizierten grundlagenwissenschaftlichen Studien identifizierte fünf Schlüsselmechanismen:
- eine stimulierende Wirkung auf differenzierte Zellen und Vorläufer-/Stammzellen bei Knorpel- und Knochenpathologien sowie eine gezielte Hemmung von Osteoklasten

- eine Reduktion der Konzentration von Substanz P, was als Neurotransmitter bei der Schmerzweiterleitung über C-Nervenfasern sowie im neurogenen Entzündungkreislauf dient

- eine transiente Zerstörung von Acetylcholinrezeptoren an der muskulären Endplatte, welches die muskuläre Übererregung bei Triggerpunkten, Spastizität oder muskulären Dysbalancen reduziert

- eine Reduktion der neuronalen Schmerzweiterleitung und ggfs. eine Aktivierung von Gate-Control-Mechanismen im Rückenmark
- eine Stimulation der Mikrozirkulation, des Lymphabflusses und der Expression von Lubricin, welches als Gleitmittel für Myofaszien und Sehnen dient

Die Autoren betonen, dass verschiedene, vermutlich kumulative Mechanismen für die klinische Wirkung verantwortlich sind, und nicht jeder entdeckte Mechanismus zwingend in Zusammenhang mit den klinischen Ergebnissen stehen muss.

## Durchführung
Die Stoßwellentherapie wird heutzutage entweder radial oder fokussiert durchgeführt. Die beiden Methoden unterscheiden sich in der Ausbreitung der Druckwelle im Gewebe: bei der radialen Stoßwellentherapie breiten sich die Stoßwellen gleichmäßig und radial um die Applikationsstelle aus, bei der fokussierten Stoßwellentherapie wird die Applikationsenergie gebündelt auf eine Stelle ausgerichtet. Die beiden Applikationsformen unterscheiden sich nicht in ihrer Wirkungsweise, sondern lediglich in der im Gewebe ankommenden Energie.
Die Durchführung der Stoßwellentherapie ist sehr heterogen, es gibt keine einheitlichen Empfehlungen für die optimalen Behandlungseinstellungen. Einige Therapeuten behandeln lediglich die vorliegende Pathologie, während andere Behandler die Therapieform zur Behandlung der Muskulatur und muskulärer Dysbalancen nutzen, welche den strukturellen Pathologien zugrunde liegen. Daher hängt der klinische Effekt der Therapie häufig von der Expertise des Therapeuten sowie vom Einsatz der Stoßwelle am Körper ab.

## Nutzenbewertung
Mit Tennisarm, Fersensporn und Kalkschulter hat in Deutschland der IGeL-Monitor des Medizinischen Dienstes Bund drei Indikationen für eine extrakorporale Stoßwellentherapie (ESWT) bewertet und kommt zu unterschiedlichen Ergebnissen:
- Die ESWT beim Tennisarm und anderen Muskelansatzproblemen wird als „tendenziell negativ“ bewertet (Hinweise auf geringen Nutzen und Belege für geringe Schäden).[7]

- Die ESWT beim Fersenschmerz dagegen wird als „tendenziell positiv“ bewertet (Belege für Nutzen und Belege für geringe Schäden).[8]

Die „tendenziell positive“ Bewertung der ESWT beim Fersenschmerz hat dazu geführt, dass die Leistung nach erneuter Begutachtung und Beratung im Gemeinsamen Bundesausschuss in Deutschland als Kassenleistung anerkannt ist: Seit Januar 2019 werden die Kosten von den dt. gesetzlichen Krankenkassen übernommen. Die ESWT beim Fersenschmerz ist also keine Individuelle Gesundheitsleistung (IGeL) mehr.
- Die ESWT bei der Kalkschulter wird als „unklar“ bewertet (Hinweise auf einen Nutzen, Belege für geringe Schäden).[9]

Bei der Nutzenbewertung ist anzumerken, dass der IGeL-Monitor bei der Wirkungsweise von einer Zertrümmerung des Kalkes bei Sehnenpathologien ausgeht, was in eklatantem Widerspruch zum aktuellen wissenschaftlichen Stand steht.

## Unerwünschte Nebenwirkungen
Neben Blutergüssen kann es zu Schwellungen oder oberflächlichen Hauteinblutungen kommen. Seltener wird von einer kurzfristigen Schmerzverstärkung im Behandlungsgebiet berichtet. Bei nicht sachgerechter Handhabung kann es zu Schäden an knöchernen Strukturen, Blutgefäßen, Nerven oder Sehnen mit Früh- und Spätauswirkungen kommen.
Die während der Behandlung empfundenen Schmerzen werden unterschiedlich stark wahrgenommen, Narkosebereitschaft wird vorgehalten, falls die Schmerzen zu stark werden. Wenn die Anfangsbeschwerden nach drei Sitzungen nicht deutlich besser geworden sind, sollte die Therapie nicht fortgesetzt werden.
Die ESWT als Therapie von Beschwerden im Bereich der Orthopädie gilt in Deutschland nicht als Leistung der gesetzlichen Krankenkassen. Die Kosten der Behandlung muss der Patient selbst tragen. Eine Ausnahme davon ist seit 2019 die ESWT bei Fersenschmerz.
Auch bei der ESWT gibt es Therapieversager und Fälle, bei denen sich die Beschwerden nach der Behandlung verstärken. Es bedarf also einer sorgfältigen Indikationsstellung und des Einsatzes eines erfahrenen Arztes oder Therapeuten.

## Anwendung in der Skelettmuskelregeneration
Eine 2022 veröffentlichte Doktorarbeit an der Deutschen Sporthochschule Köln untersuchte die Effekte der extrakorporalen Stoßwellentherapie (ESWT) auf die Regeneration von Skelettmuskulatur und Knochenverletzungen. Ziel der Studie ist es, den Einfluss von Stoßwellen auf die Sauerstoffversorgung der Muskulatur zu untersuchen, die im Zusammenhang mit der Erythrozytenverformbarkeit und Stickstoffmonoxid-Konzentration steht.

## Durchführung
In der Untersuchung wurden die Stoßwellen sowohl in einer Pilotstudie als auch in einer Hauptstudie auf den Musculus quadriceps femoris bei unverletzten männlichen Probanden appliziert. Darüber hinaus wurde in einer In-vitro-Studie die Anwendung extrakorporaler Stoßwellen unterschiedlicher Intensität über eine Schweinehaut auf Blutproben von acht männlichen Probanden untersucht. Die Sauerstoffversorgung der Blutproben wurde in verschiedenen Phasen bis zu 24 Stunden nach der Behandlung gemessen.

## Ergebnis
Die Studie zeigt, dass die Anwendung von Stoßwellen keine negativen Auswirkungen auf die Struktur und Funktion der roten Blutkörperchen (RBCs) hat. Allerdings deuten die Ergebnisse darauf hin, dass eine negative Beeinflussung der Stickstoffmonoxid (NO)-Verfügbarkeit in den RBCs vorliegt. Diese Einschränkung hat jedoch keinen signifikanten negativen Einfluss auf die Sauerstoffversorgung der Muskulatur.